# 高壁资圣寺
高壁资圣寺是一座古建筑，建于明清时期，位于山西省晋中市榆次区乌金山镇高壁村。
2021年8月4日，高壁资圣寺公布为第六批山西省文物保护单位。